# 芭呂澤站
芭呂澤站（日语：／ Barosawa eki */?）是位於北海道勇拂郡鵡川村空內（現時：鵡川町旭岡二區） ，北海道鐵道 (第二代)的金山線車站（廢站）。隨著路線被國有化，車站在1943年（昭和18年）8月1日廢除。

## 歷史
在大正年間至昭和初期，芭露澤上流出產大量原木和木炭，為運出貨物，此站設有引込線。在最鼎盛期有一百戶以上的入殖者居住，站前形成了小社區。在1932年（昭和7年），居住當地的居民開始分散至其他地方，只剩下農民還於當地生活。
- 1923年（大正12年）6月12日 - 北海道礦業鐵道（日语：北海道鉄道 (2代)）金山線的芭呂澤站啟用[4]。當時為一般車站和無人車站。
- 1924年（大正13年）3月3日 - 鐵路公司改名為北海道鐵道（第二代）。
- 1936年（昭和11年）5月19日 - 降級為停留場。成為芭呂澤停留場。
- 1943年（昭和18年）8月1日 - 北海道鐵道在戰時被收購後國有化，本站廢站。

## 車站周邊
- 北海道道74號穗別鵡川線
- 鵡川[5]
- 生別澤川（舊・芭澤）
- 芭呂牧場（1923年）[6]
- 周邊的森林由三井物産擁有（1923年）[6]
- 周邊人口：320人（1923年）[6]

## 使用狀況
在1923年（大正12年）6月-10月的上下車人次總數為2,755人（1日平均約18人）

## 現況
在林木中可看見部分路基（道碴）。於附近設有一個金屬製的13公里之里程牌。

## 相鄰車站
北海道鐵道 (第二代)
金山線
萠別（後來成為春日）－芭呂澤－生鼈（後來成為旭岡）

## 注腳
1. ↑  昭和3年測量，昭和6年發行 大日本帝國陸地測量部 5萬分之1地形圖「佐瑠太」
2. ↑  書籍《新 鉄道廃線跡を歩く1 北海道・北東北編》（JTB出版，2010年4月發行）212頁。
3. ↑  鵡川町史 昭和43年發行 P979。
4. ↑  「地方鉄道停車場設置並運輸開始」《官報》1923年6月18日（國立國會圖書館數碼化資料）
5. ↑  書籍《北海道道路地図 改訂版》（地勢堂，1980年3月發行）11頁。
6. 1 2 3 4  「北海道案内」高橋理一郎編 地方振興事績調査会出版 1924年（大正13年）発行 （页面存档备份，存于）（日語）（國立國會圖書館數碼化收藏）